# Taraman (Sidoharjo)
Taraman is een bestuurslaag in het regentschap Sragen van de provincie Midden-Java, Indonesië. Taraman telt 4557 inwoners (volkstelling 2010).